# Топкая (приток Киргизки)
Топкая — река в России, протекает по Томскому району Томской области. Устье реки находится в 41 км по левому берегу реки Большая Киргизка. Длина реки составляет 12 км.

## Данные водного реестра
По данным государственного водного реестра России относится к Верхнеобскому бассейновому округу, водохозяйственный участок реки — Томь от города Кемерово и до устья, речной подбассейн реки — Томь. Речной бассейн реки — (Верхняя) Обь до впадения Иртыша.